# The Alchemy Project
The Alchemy Project è un mini-album del gruppo musicale olandese Epica, pubblicato l'11 novembre 2022 dall'Atomic Fire Records.

## Descrizione
Il disco, ideato durante la pandemia di COVID-19, si pone l'obiettivo di fondere lo stile dei membri degli Epica con quello di altri artisti da essi stimati, che hanno contribuito anche in fase di scrittura e arrangiamento.
La critica ha elogiato la grande varietà stilistica di The Alchemy Project. The Great Tribulation e Death Is Not the End sono classificabili come symphonic death metal con influenze progressive/technical death metal e, nella prima, arabeggianti; Wake the World fonde il symphonic metal con il progressive metal di gruppi come gli Ayreon e il rock progressivo/hard rock anni settanta di gruppi come Uriah Heep e Rainbow; l'alternative metal di The Final Lullaby non ha cori lirici e ha poche sezioni di strumenti ad arco, presentando al loro posto un assolo di sassofono d'ispirazione jazz, un groove energico con passaggi fra hard rock e power metal e melodie orecchiabili nello stile degli Epica; Sirens - Of Blood and Water è un mid-tempo melodico symphonic gothic metal con passaggi di musica corale pop, Human Devastation è death metal con passaggi black metal e grindcore ed è del tutto privo di elementi symphonic nonché della voce di Simons; infine The Miner mescola il symphonic tipico degli Epica con il progressive metal e il djent, alternando inoltre melodie emotivamente potenti con altre d'ispirazione etnica e passaggi aggressivi.
Nel libretto delle edizioni fisiche del disco, il brano Death Is Not the End presenta il sottotitolo The Remnants of War.

## Promozione
Il 3 settembre 2022, in occasione del concerto celebrativo del ventesimo anniversario degli Epica, è stato presentato dal vivo The Final Lullaby insieme al frontman degli Shining Jørgen Munkeby. Tale brano è stato pubblicato come singolo il 16 dello stesso mese ed è stato accompagnato da un video musicale ritraente immagini tratte dal concerto. L'11 ottobre è stato seguito dal singolo The Great Tribulation, in collaborazione con gli italiani Fleshgod Apocalypse.
L'11 novembre, in occasione della pubblicazione di The Alchemy Project, è stato diffuso il video del brano Sirens – Of Blood and Water, in collaborazione con Charlotte Wessels e Myrkur.

## Tracce
1. The Great Tribulation (feat. Fleshgod Apocalypse) – 5:03 (testo: Mark Jansen, Simone Simons – musica: Mark Jansen, Francesco Paoli, Francesco Ferrini, Epica)
2. Wake the World (feat. Phil Lanzon & Tommy Karevik) – 6:11 (testo: Phil Lanzon, Simone Simons, Epica – musica: Rob van der Loo, Phil Lanzon, Epica)
3. The Final Lullaby (feat. Shining) – 5:12 (testo: Jørgen Munkeby, Rob van der Loo, Epica – musica: Jørgen Munkeby, Rob van der Loo, Ole Vistnes, Epica)
4. Sirens - Of Blood and Water (feat. Charlotte Wessels & Myrkur) – 4:17 (testo: Charlotte Wessels, Simone Simons – musica: Charlotte Wessels, Simone Simons, Rob van der Loo, Epica)
5. Death Is Not the End (feat. Frank Schiphorst & Björn "Speed" Strid) – 5:14 (testo: Mark Jansen – musica: Mark Jansen, Frank Schiphorst, Epica)
6. Human Devastation (feat. God Dethroned & Sven de Caluwé) – 2:57 (testo: Ariën van Weesenbeek, Mark Jansen – musica: Henri Sattler, Ariën van Weesenbeek, Epica)
7. The Miner (feat. Asim Searah, Niilo Sevänen & Roel van Helden) – 6:57 (testo: Asim Searah, Rob van der Loo – musica: Rob van der Loo, Asim Searah, Epica)

## Formazione
Hanno partecipato alle registrazioni, secondo le note di copertina:
Gruppo
- Simone Simons – voce principale (eccetto traccia 6)
- Mark Jansen – chitarra ritmica e grunt (eccetto tracce 6 e 7)
- Isaac Delahaye – chitarra solista, ritmica e acustica
- Coen Janssen – sintetizzatore, pianoforte, arrangiamento del coro
- Rob van der Loo – basso
- Ariën van Weesenbeek – batteria (eccetto traccia 7)

Altri musicisti
- Marcela Bovio – cori
- Linda Van Summeren – cori
- Francesco Ferrini – arrangiamenti orchestrali (traccia 1)
- Francesco Paoli – grunt (traccia 1)
- Fabio Bartoletti – chitarra solista (traccia 1)
- Veronica Bordacchini – voce (traccia 1)
- Tommy Karevik – voce principale (traccia 2)
- Phil Lanzon – organo Hammond (traccia 2)
- Jørgen Munkeby – voce, cori, chitarra ritmica e sassofono tenore (traccia 3)
- Charlotte Wessels – voce (traccia 4)
- Myrkur – voce (traccia 4)
- Frank Schiphorst – chitarra ritmica e solista e arrangiamenti orchestrali (traccia 5)
- Björn "Speed" Strid – voce (traccia 5)
- Henri Sattler – chitarra e grunt (traccia 6)
- Sven de Caluwé – grunt (traccia 6)
- Asim Searah – voce, cori e chitarra solista (traccia 7)
- Niilo Sevänen – growl (traccia 7)
- Roel van Helden – batteria (traccia 7)

Kamerkoor PA'dam (eccetto tracce 3 e 6)
- Maria van Nieukerken – direzione
- Martha Bosch – soprano
- Frédérique Klooster – soprano
- Annemieke Nuijten – soprano
- Alfrun Schmidt – soprano
- Karen Langnedonk – contralto
- Cecile Roovers – contralto
- Annemarie Verburg – contralto
- Annette Vermeulen – contralto
- Guido Groenland – tenore
- Henk Gunneman – tenore
- René Veen – tenore
- Joost van Velzen – tenore
- Jan Douwes – basso
- Jan Hoffmann – basso
- Martijn de Graaf Bierbrauwer – basso
- Angus van Grevenbroek – basso

Strumenti ad arco
- Robin Assen – composizione strumenti ad arco
- Ben Mathot – primo violino
- Ian De Jong – primo violino
- Loes Dooren – secondo violino
- Sabine Torrico-Poiesz – secondo violino
- Mark Mulder – viola
- Adriaan Breunis – viola
- Marije De Jong – violoncello
- Elidh Maartin – violoncello

Produzione
- Joost van den Broek – produzione, ingegneria del suono, montaggio, missaggio
- Epica – produzione
- Jos Driessen – ingegneria del suono, montaggio
- Darius van Helfteren – mastering
- Stefan Heilemann – direzione artistica, design, fotografia
- Simone Simons – fotografia
- Tim Tronckoe – fotografia
- Sandra Ludewig – fotografia
- Chantik Photography – fotografia
- Lotte Verdellen – fotografia

## Classifiche
| Classifica (2022)          | Posizione massima |
| -------------------------- | ----------------- |
| Austria                    | 60                |
| Belgio (Fiandre)           | 194               |
| Francia                    | 177               |
| Germania                   | 39                |
| Paesi Bassi                | 40                |
| Regno Unito (rock & metal) | 13                |
| Svizzera                   | 35                |